# Nur für Deutsche
Nur für Deutsche (« réservé aux Allemands ») est un slogan raciste fréquemment affiché en Pologne occupée par le Troisième Reich pour établir une ségrégation sociale entre les Allemands et les Polonais. Cette « inscription omniprésente » figure dans des lieux publics comme les restaurants, magasins, transports publics pour séparer Allemands et Polonais dans les années 1940. Certaines personnes, y compris des Juifs, fréquentent dans des espaces réservés aux Allemands « mais beaucoup finissent par se faire prendre ».

## Galerie

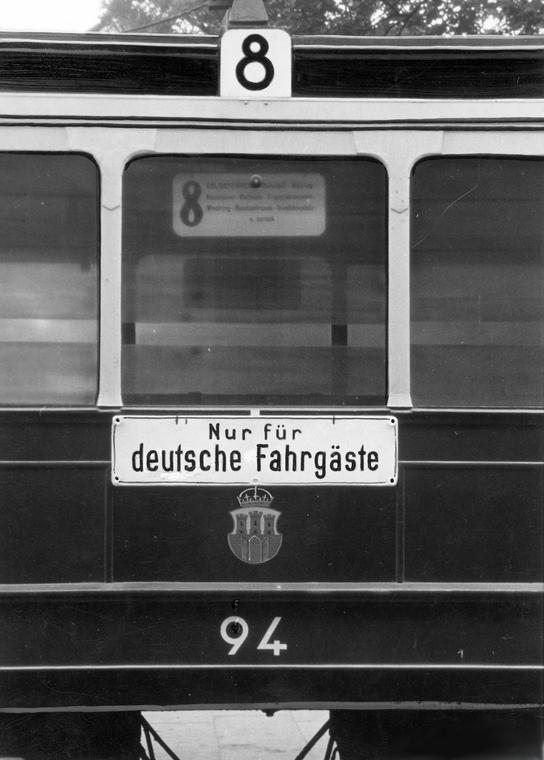
« Réservé aux passagers allemands » sur le tramway à Cracovie occupée
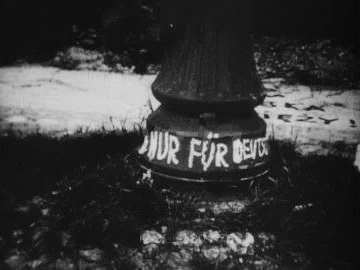
Graffiti Nur für Deutsche graffiti au pied d'un réverbère en Pologne occupée
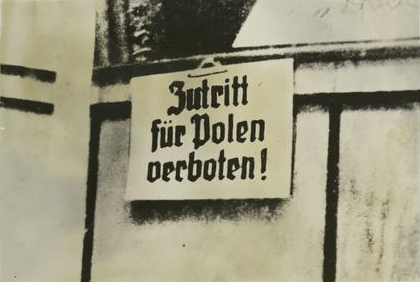
Avertissement en allemand en Pologne occupée en 1939 : « entrée interdite aux Polonais »